# Nhím chuột không gai
Nhím chuột không gai (Echinosorex gymnura) là một loài động vật có vú trong họ Erinaceidae, bộ Erinaceomorpha. Loài này được Raffles mô tả năm 1822.

## Phân bố
Loài này sinh sống trên phần lớn địa hình rừng già nhất ở miền nam Myanmar, bán đảo Thái Lan, bán đảo Malaysia, Borneo và Sumatra. Mặc dù chúng có liên quan chặt chẽ đến chuột voi đồi (Hylomys suillus) và các loài nhím gai, mẫu vật đầy đủ lại giống đến loài có liên quan chặt chẽ hơn với những loài chuột lớn hơn, mà chúng chia sẻ những thói quen tương tự và hệ sinh thái. Tại Borneo, chúng hiện diện tại nhiều địa điểm khắp các vùng đất thấp và lên đến 900 m ở Tây Nguyên Kelabit. Chúng có vẻ là không có hoặc hiếm ở một số địa phương, có thể là do thiếu thức ăn phù hợp.

## Hình ảnh

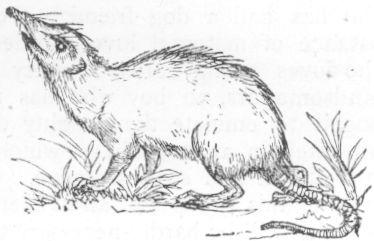
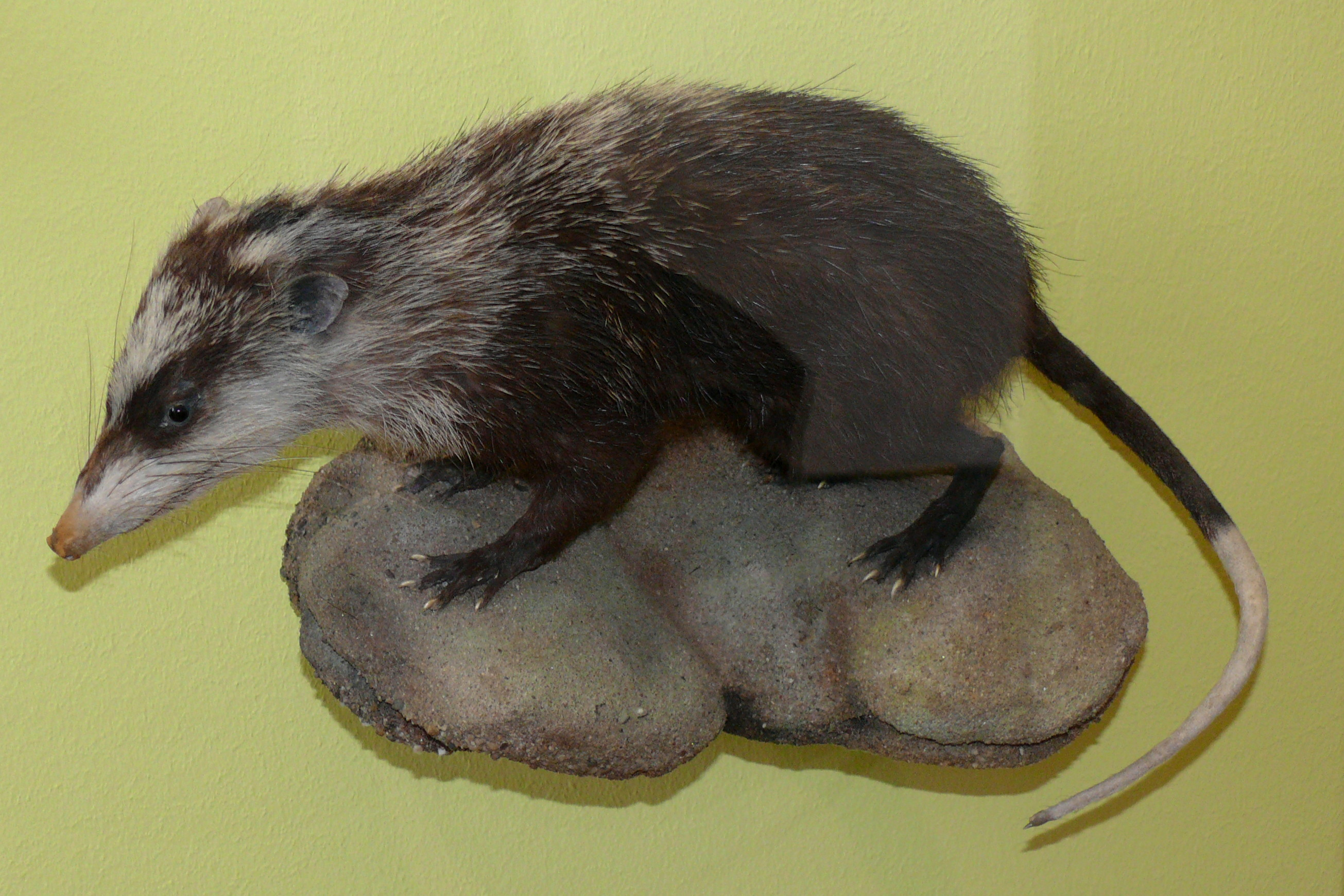